# إريك أسادوريان
إريك أسادوريان (بالفرنسية: Éric Assadourian)‏ (24 يونيو 1966 في سانت موريس) لاعب كرة قدم أرميني الجنسية فرنسي المولد معتزل كان يجيد اللعب في مركز المهاجم .
على مستوى الأندية ساهم في احتلال نادي تولوز المركز الثاني في بطولة دوري الدرجة الأولى الفرنسي موسم 1986-1987 والمركز الثاني في بطولة كأس فرنسا مع نادي غينغان موسم 1996-1997 .
شارك أسادوريان في أول مباراة دولية مع منتخب أرمينيا في 5 أكتوبر 1995 أمام منتخب أيرلندا الشمالية ضمن تصفيات كأس العالم 1998 . بشكل عام شارك أسادوريان في 11 مباراة دولية مسجلا 3 أهداف في مرمى منتخبات أيرلندا الشمالية، البرتغال ، وألبانيا وجميعها ضمن تصفيات كأس العالم 1998 .

## روابط خارجية
- إريك أسادوريان على موقع الاتحاد الدولي (مؤرشف)  (الإنجليزية)
- إريك أسادوريان على موقع رابطة كرة القدم الفرنسية للمحترفين (الإنجليزية)
- إريك أسادوريان على موقع قاعدة بيانات كرة القدم.إي يو (الإنجليزية)
- إريك أسادوريان على موقع ناشيونال فوتبول تيمز (الإنجليزية)
- إريك أسادوريان على موقع Soccerway.com (الإنجليزية)